# Hirzli
Das Hirzli (Mundart: Hiirtsli) ist ein Berg der Schwyzer Alpen im Schweizer Kanton Glarus. Der Gipfel befindet sich in 1640 m ü. M. auf dem Grat, der die Gemeindegrenze zwischen den bis 2010 selbständigen Gemeinden Bilten und Niederurnen bildete. Seither steht der Berg in der Gemarkung der Einheitsgemeinde Glarus Nord. Der Gipfel östlich des Planggenstocks ist vom Niederurnertal und von Bilten aus begehbar.

## Lage
| \| \| |
|       |

Lage des Hirzlis in den Schwyzer Alpen (links)
und in den Alpen (rechts in der Box).

## Wanderungen
Über den Berg verläuft die sieben Kilometer lange lokale Wanderroute 814 – Hirzli-Rundweg –, die in Morgenholz im Niederurnertal startet und endet. Morgenholz ist von Niederurnen mit einer Luftseilbahn erreichbar. Einen Kilometer westlich der Bergstation steht in Bodenberg (1062 m ü. M.) am Rundweg das Restaurant Berghaus Hirzli.
Die 1. Etappe der Bergwanderroute Via Glaralpina führt über das Hirzli.

## Nachweise
1. 1 2  Lage & Höhe bei «geo.admin.ch».
2. 1 2  Lage & Beschreibung bei «ortsnamen.ch».
3. ↑  Lage des Berghauses Hirzli in Bodenberg bei «geo.admin.ch».